# Дуплет (динамічний захист)
«Дупле́т» — модульний комплекс тандемного динамічного захисту третього покоління для танків українського виробництва. Модернізована версія комплексу «Ніж». Призначений для захисту бойових машин та стаціонарних об'єктів від артилерійських кумулятивних снарядів калібром до 125-мм та тандемних кумулятивних засобів ураження, ударно-кумулятивних боєприпасів типу «ударне ядро», реактивних танкових гранат та цільнометалевих оперених бронебійних підкаліберних снарядів. Розроблений ДП БЦКТ «Мікротек». Прийнятий на озброєння української армії у 2009 році.

## Історія створення
При розробці нового українського танка «Оплот-М» перед ДП БЦКТ «Мікротек» було поставлено завдання розробити нову систему динамічного захисту, здатну ефективно захищати українські танки від тандемних кумулятивних засобів ураження. Враховуючи те, що у світовій практиці жодна з відомих конструкцій динамічного захисту ефективно не протидіє тандемним боєприпасам, роботу довелося починати з «нуля». Наявні розробки динамічного захисту «Ніж» були використані лише в частині загальної концепції модулів динамічного захисту ХСЧКВ. В результаті проведеної роботи загальні схеми побудови захисту основних проєкцій танка, модулі динамічного захисту та принцип роботи нової системи виявилися принципово відмінними від аналогів, використаних в комплексі «Ніж». Після проведення державних випробувань у складі танка «Оплот-М», комплекс вбудованого динамічного захисту «Дуплет» прийнятий на озброєння української армії у липні 2009.

## Опис
Модулі комплексу «Дуплет» можуть використовуватись у складі вбудованих або навісних систем динамічного захисту танків та бойових машин легкої категорії.

## Конструкція
Модулі динамічного захисту «Дуплет» сконструйовані як нерозбірна конструкція зі встановленими всередині пристроями кумулятивного захисту. Модулі випускаються двох типів у вигляді паралелепіпедів розміром 250х125х36 мм або 250х125х26 мм, масою 2,8 кг та 2,1 кг відповідно. Залежно від місця розташування, модулі встановлюються в спеціальні комірки.

## Характеристики
- Безпека при обстрілі із стрілецької зброї.
- Відсутність детонації від куль калібром до 14,5 мм, осколків та запалювальних сумішей.
- Взаємозамінність з елементами вбудованої системи динамічного захисту 4С20 або 4С22 (виробництва РФ) у співвідношенні 1:2.
- Підвищений захист від впливу високих температур та вологості.
- Підвищена у 1,8-2,7 рази (по відношенню до 4С22) ефективність.

## На озброєнні
- Україна — Міністерство оборони України в 2009 році замовило 10 танків «Оплот-М» із вбудованим комплексом «Дуплет». Вартість укладеного контракту становить 295 млн грн. Станом на початок 2012 року через недофінансування українська армія має в своєму арсеналі лише один танк БМ «Оплот». Збройні сили України планують придбати близько 200 основних бойових танків БМ «Оплот» до 2025 року[3][4].
- Таїланд — 1 вересня 2011 року було укладено контракт на поставку до Таїланду 49 танків «Оплот-М», обладнаних вбудованим комплексом «Дуплет»[5]. 4 лютого 2014 року перша партія з 5 танків БМ «Оплот» надійшла на озброєння Збройних сил Таїланду[6].